# Крепость Мамуре
Крепость Mamure (тур. Mamure Kalesi) — средневековая крепость в 6 км к востоку от города Анамур на юге Турции в иле Мерсин. Крепость расположена на самом берегу Средиземного моря рядом с автомобильной трассой D 400.

## История
Первоначально крепость была построена во времена Римской империи для защиты от пиратов. Во времена Византийской империи и Крестовых походов крепость неоднократно перестраивалась и реконструировалась.
В 1190—1380 гг. крепость входила в состав Армянского Киликийского царства и была значительно перестроена его правителями.
В 1221 году крепость была захвачена сельджукским султаном Ала-ад-дин Кей-Кубадом, при котором крепость была расширена и укреплена. Позднее крепость была захвачена Караманидами (точная дата неизвестна, но как следует из сохранившейся настенной записи, сделанной во время возведения башни бейлербеем Тадж эд-Дин Ибрахимом в 1450 году, это произошло во время правления бейлербея Бадр эд-Дин Махмута (1300—1308 годы) и вошла в состав их государства. После ремонтных работ замок получил современное название Мамуре, что значит «Процветающая».
В 1475 году крепость была аннексирована Османской империей. К этому времени крепость приобрела почти современные очертания.
Постепенно крепость утратила своё фортификационное значение и в XVIII веке стала использоваться в качестве караван-сарая.

### Архитектура
Площадь окруженной рвом крепости составляет 23 500 м². Длина внешних стен крепости составляет 580 м. В состав крепости входит 39 башен и бастионов.
Крепость состоит из трёх взаимосвязанных укреплений — западного («Внутренняя крепость» (Цитадель), тур. Iç Kale), северного («Внешняя крепость», тур. Dış Kale) и восточного («Внутренний двор», тур. Iç Avlu). Во внешней крепости сохранились мечеть и руины хаммам. На главной (юго-восточной) башне находился маяк.

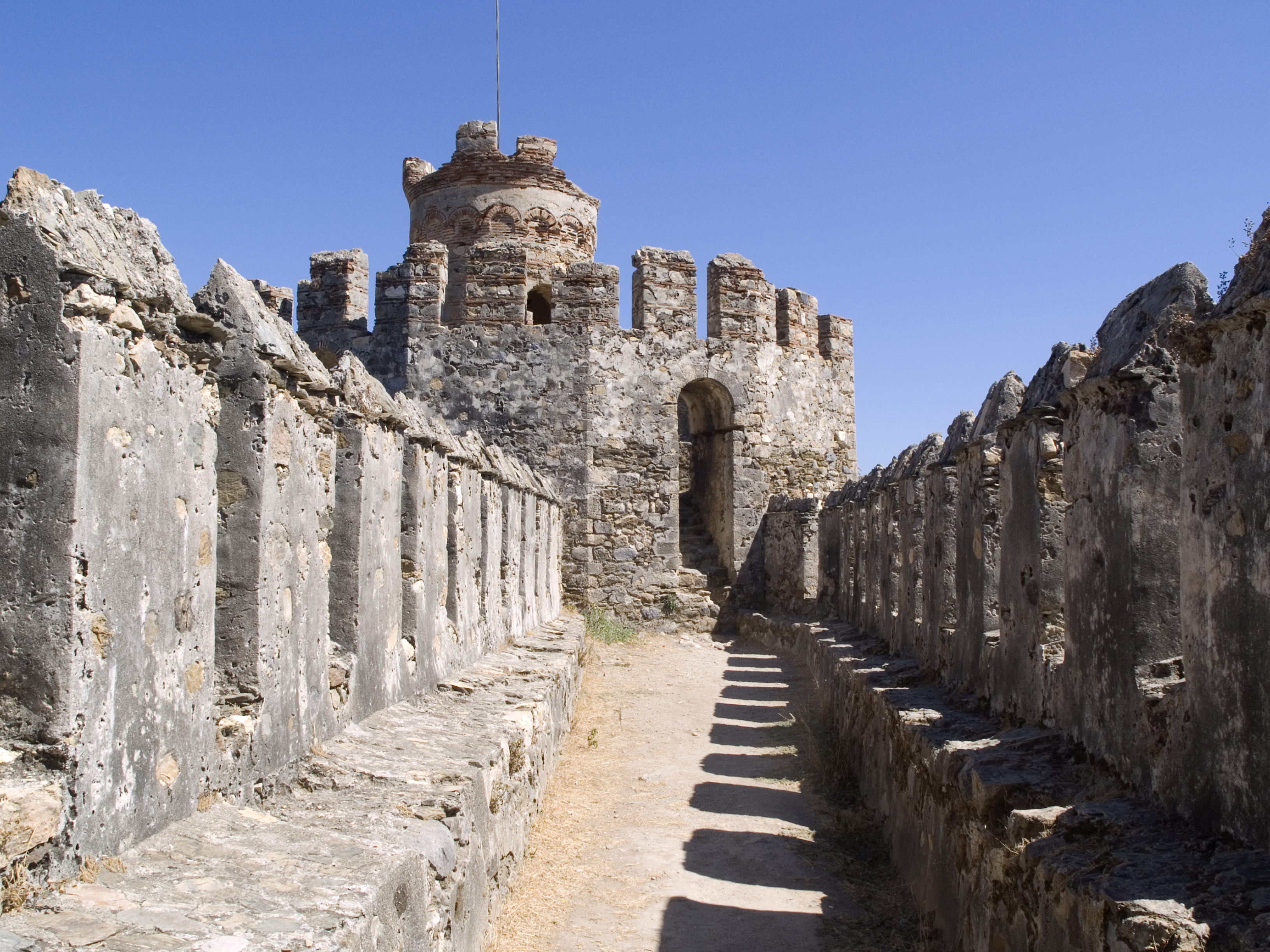
На крепостной стене у главной башни
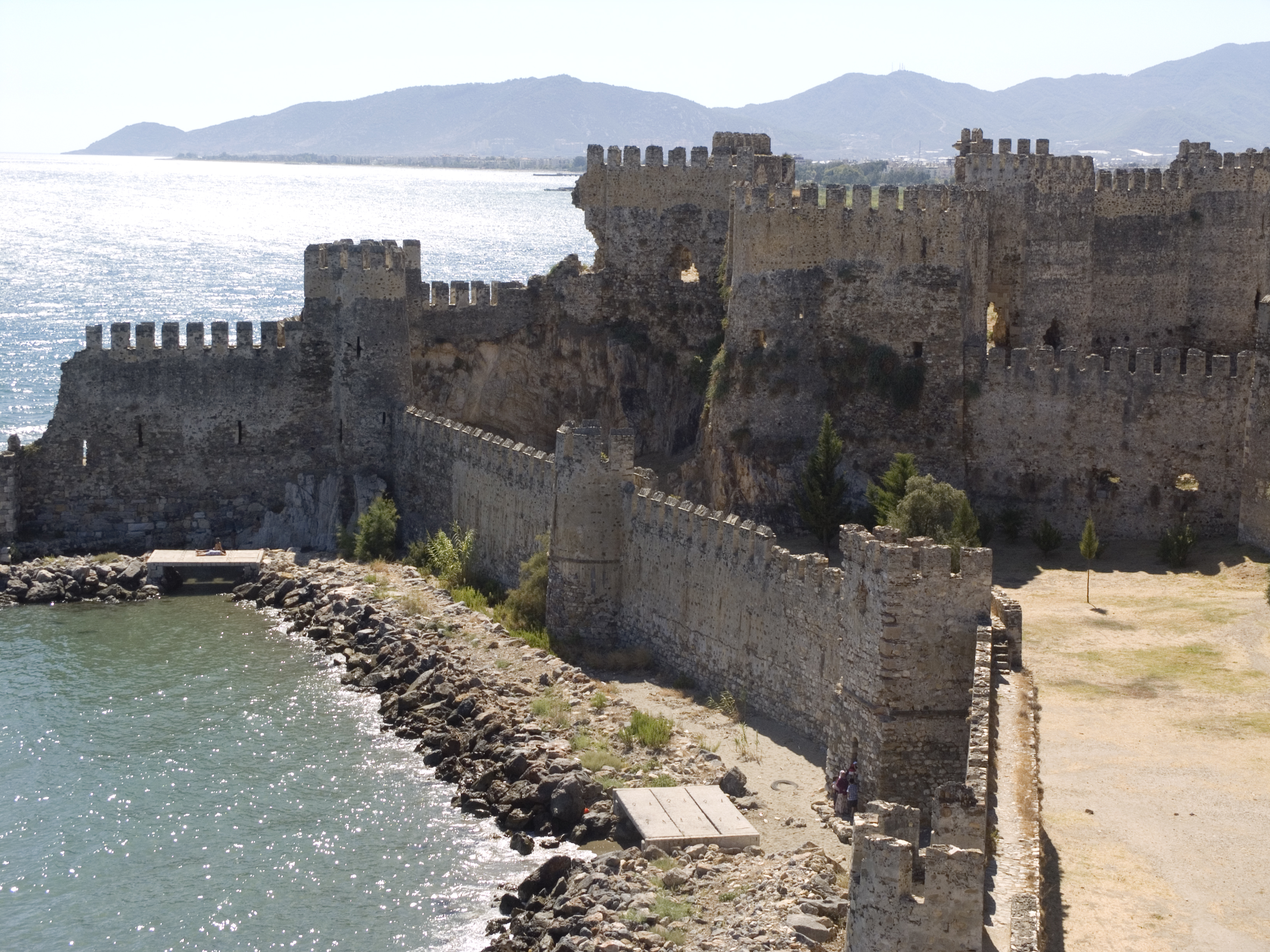
Западная крепость (цитадель)
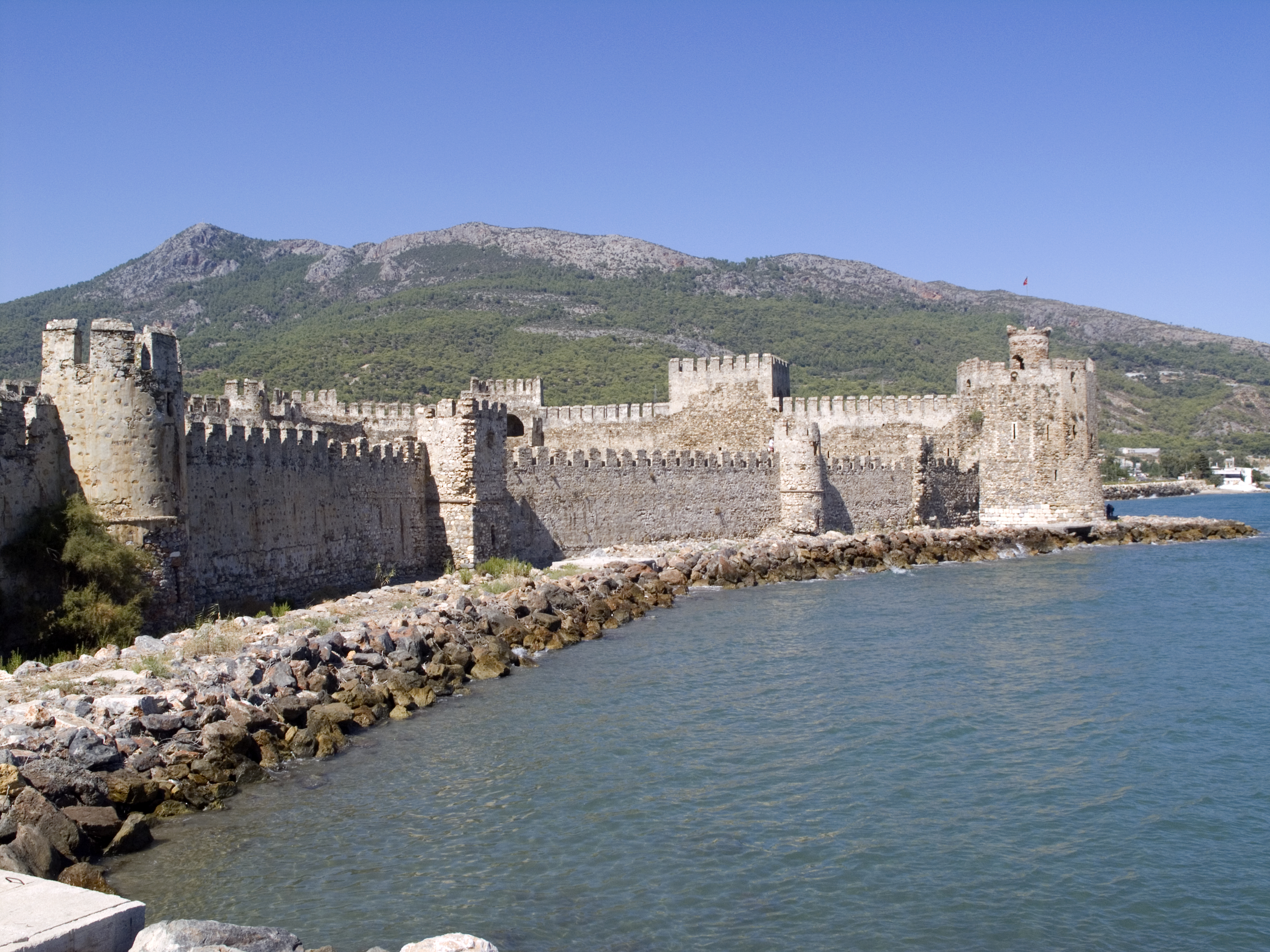
Береговые стены